# Втора дивизионна област
Втора дивизионна област е военна област на 2-ра пехотна тракийска дивизия, формирана през 1892 година.

## История
Втора дивизионна област е формирана на 21 март 1892 година. На 30 декември 1903 г. съгласно указ № 89 на цар Фердинанд е преформирана със седалище в Пловдив и се състои от Пловдивска, Пазарджишка, Пещерска, Станимашка и Карловска околии и полковите окръжия на 9-и пехотен пловдивски полк, 27-и пехотен чепински полк, 21-ви пехотен средногорски полк и 28-и пехотен стремски полк. Съгласно указ № 148 от 27 декември 1906 влиза в подчинение на новоформираната 2-ра военноинспекционна област. През 1941 г. областта мобилизира запасни чинове за 2-ра дивизионна областна интендантска дружина, 2-ри резервен интендантски склад и други тилови части и формира щаб и интендантство на 1-ви армейски корпус. През 1944 г. областта мобилизира попълващи части за 2-ра пехотна тракийска дивизия. От 9 януари 1949 г. областта е на гарнизон в гр. Кърджали.

## Наименования
През годините областта носи различни имена според претърпените реорганизации:
- Втора тракийска дивизионна област (1892 – 1920)
- Втора тракийска полкова област (1921 – 1934)
- Втора полкова област (1934 – 1937)
- Втора дивизионна област (1938 – 1949)

## Началници
Званията са към датата на заемане на длъжността.
| № | звание        | име              | дати            |
| - | ------------- | ---------------- | --------------- |
|   | Генерал-майор | Михаил Стоилов   | Балкански войни |
|   | Генерал-майор | Стефан Ильев     | Балкански войни |
|   | Генерал-майор | Васил Делов      | 1918 – 1919     |
|   | Генерал-майор | Кирил Попбожилов |                 |